# ویلیام فورسایت (بازیگر)
ویلیام فورسایت (به انگلیسی: William Forsythe) (زاده ۷ ژوئن ۱۹۵۵) بازیگرآمریکایی است.
از فیلم‌های او می‌توان به کشتی راهنمابرق‌آسا، شهر ساحلی، چیره‌دستی، کارهایی که بعد از مرگت، در جستجوی عدالت، فرصت‌های شغلی، دشنه، رقص آب، پول کثیف، علف، گاو برانکس و فریدم لند اشاره کرد.